# 교향곡 8번 (본 윌리엄스)
《교향곡 8번 라단조》( Symphony No.8 in D minor)는 본 윌리엄스가 1953년에 착수하여 1955년에 완성한 교향곡이다. 7번 ‘남극’, 9번과 비교되며, 8번은 현대의 위기상황이 빚어내는 막연한 불안감을 완전히 도외시하고 있지는 않으나 그의 교향곡들 중 소규모에 고전적이며 가벼운 작품에 속한다.

## 작곡
본 윌리엄스가 〈교향곡 7번 ‘남극’〉을 완성한 이듬해인 1553년에 이 작품에 착수하여 1955년에 완성을 본다. 이후 1956년에 약간 수정을 가한다. 초연은 1956년에 영국의 맨체스터에서 존 바버롤리 경의 지휘 아래 할레 교향악단의 연주로 이루어진다. 또한 이 작품은 역시 1956년에 유진 오먼디의 지휘로 뉴욕에서 필라델피아 관현악단의 연주에 의해 미국 초연을 보았는데, 본 윌리엄스는 이 작품으로 미국 음악 비평가 연맹으로부터 ‘1956년의 최우수 교향악 작품상’을 받는 영예를 누리게 된다. 이 작품에는 어떤 철학적 심오함보다는 가벼운 마음과 유머가 들어 있으나, 이러한 요소들 역시 슬픔과 갈등의 비통한 감정들을 통해 등장하는 것이므로, 전체적으로 보아 격렬하지 않은 씁쓰레한 감정 가운데에서 느껴지는 희열, 혹은 찬란한 기쁨 속에서의 등의 모순된 효과를 느낄 수 있다.

## 해설
본 윌리엄스의 마지막 3편의 교향곡은 모두 작곡가가 80세를 넘은 고령에 완성된 것들이다. 이 3편의 교향곡들은 각기 독특한 특징들을 지닌다. 《교향곡 7번 '남극'》이 인간과 대자연과의 비극적 투쟁을 그린 것인 반면, 《교향곡 9번》은 인간 존재에 의문을 제기하여 궁긍적으로 그에 대해 긍정적 해답을 제시하는 내면적인 작품이다. 이렇듯 인간의 존재 방식에 대한 보다 심각한 문제 제기를 그 내용으로 하고 있는 7번과 9번 사이에 있는 교향곡 8번은 현대의 위기상황이 빚어내는 막연한 불안감을 완전히 도외시하고 있지는 않으나 그의 교향곡들 중 소규모에 고전적이며 가벼운 작품에 속한다.
또한 이 교향곡 8번은 〈스코트〉 이후 본 윌리엄스가 추구하고 있던 바의 보다 명료한 교향곡 형식의 확립이라는 의미를 지니는 작품이다. 즉, 형식적으로 보아 이전의 교향곡들에서 그가 그토록 즐겨 사용하던 에필로그 피날레가 이 작품 및 9번 교향곡에서는 사용되지 않는 점과 이 작품의 1악장 자체의 형식이 변주곡 형식으로 되어 있다는 점은 본 윌리엄스의 새로운 형식 경향에 대한 증거들이다. 관현악법에 있어서도 작곡가 자신이 "이 교향곡은 일반적으로 '슈베르트의 관현악'이라고 흔히 일컬어진느 편성을 취하고 있으며, 여기에는 하프가 1대 추가로 요구된다. 또 흔히 일컬어지는 편성을 취하고 있으며, 여기에 하프가 1대 추가로 요구 구된다. 또 작곡가에게 알려져 있는 모든 폰(phone) 혹은 슈피일(spiel)을 포함한 거대한 타악기군이 추가로 요구된다."고 쓰고 있는 것으로도 알 수 있듯이, 거의 고전적이라 할 수 있는 소규모 편성 내에서 당시까지는 아직 본격적으로 통용되지 않던 비브라폰이나 글로켄슈필 등의 전위적 악기들을 채용하여 새로운 음색을 창출하려고 시도 하고있다. 그럼으로써 고전적 전통의 틀에 뿌리를 두면서도 현대적 감각을 살리는 원숙한 본 윌리엄스의 새로운 작품 세계가 열리는 것이다.

## 연주시간
- 약 31분

## 편성
플루트3 (제3플루트는 피콜로 겸함), 오보에3, 클라리넷3, 바순3, 호른3, 트럼펫2, 트롬본3, 팀파니, 트라이앵글, 심벌즈, 큰북, 작은북, 비브라폰 실로폰, 글로켄슈필, 튜블러 벨, 공, 첼레스타, 하프2, 현5부

## 구성

### 제1악장 〈환상곡〉
작곡가는 이 악장을 가리켜 '주제를 찾기 위한 7개의 변주'라고 말하고 있다. 이 말에서도 알 수 있듯이 이 악장은 종래의 전통적 변주곡에서처럼, 악절의 끝이 분명한 선율적 주제를 제시하여 그 후부터 변주를 시작하는 것이 아니라, 음형이 아니라 동기적 화성적으로 상호 관계를 가지는 몇개의 부분을 원래의 선율에 대한 조회 없이 나열식으로 배치하는 특수한 변주로 구성된다. 1변주는 모데라토 6/8박자로서 첫머리의 트럼펫 동기를 이어받는 플루트의 선율이 제시되면, 여기에 대응하여 바이올린이 일종의 대선율로서 하행하는 악구를 제시한다. 이 두 선율이 1변주의 두드러진 통일적 요소이고 여기에 비브라폰과 첼레스타가 가담하여 음색을 다듬는다. 2변주는 6/8박자와 3/4박자가 교대되며 재료는 1변주의 2가지 선율을 사용하지만 템포가 프레스토로 바뀌어 있다. 3변주는 안단테 소스테누토로서 4/4박자로 현악이 여러 부분으로 나뉘어 알레그레토 6/8박자로서 오보에와 클라리넷의 2중주로 시작하여 점차 관현악이 두터워진다. 제5변주에 이르러 클라이맥스를 형성한다. 알레그로 비바체 6/8박자의 6변주는 3변주에 대한 일종의 재현이라고 볼 수 있는 바, 관악이 1변주에서 바이올린의 하행 악구를 연주하면 현악이 세잇단음 리듬으로 5변주에서의 하프와 첼로에 의한 상행 악구를 가지고 가담한다. 여기에서 클라이맥스를 이루고는 악곡의 첫머리를 회상하게 하는 코다로 악작을 마친다.

### 제2악장 〈행진곡풍의 스케르초〉
Allegro alla marcia (행진곡풍으로 빠르게) 다단조 2/4박자. 스케르초 부분에서는 먼저 두 대의 바순이 옥타브에 의해 넒은 도약 음정을 가진 선율을 연주하여 이것을 어느 정도 발전시키면, 이번에는 트럼펫이 칸타빌레의 약간 구슬픈 느낌을 주는 선율을 처음에는 여리게 제시하여 점점 크게 연주해 나가면, 이 두 선율을 기점으로 하여 여러 가지 선율들이 다양한 악기에서 나타나 파노마라를 이룬다. 이어 알레그레토 6/8박자의 트리오로 들어가시 클라리넷과 바순이 다분히 목가적인 선율을 연주하여 이를 토대로 트리오로 들어가서 클라리넷과 바순이 다분히 목가적인 선율을 연주하여 이를 토대로 트리오를 구성한다. 스케르초 부분의 재현은 코다를 겸한 것으로서 단축되어 있다.

### 제3악장 〈카바티나〉
Lento espressivo (느리게 표정을 살려서) 마단조 4/4박자. 첼로의 선율을 이어받아 바이올린이 높은 음역에서 마단조의 호흡이 긴 주제를 제시하면, 이어 내림마장조 3/4박자로 바이올린이 동음 반복을 특징으로 하는 제2주제를 제시한다. 여기에 독주 바이올린의 카프리치오풍의 악구가 지배하는 중간부가 도입되고 이어 앞서의 두 주제가 단축되어 재현되고는 비교적 단순한 악장지만, 그 선율선이 보여주는 감둥은 지그히 크다.

### 제4악장 〈토카타〉
Moderato Maestoso (적당히 느리고 장엄하게) 라장조 - 라단조 3/4박자. 타악기의 활약이 두드러진 일종의 론도 악장이다. 먼저 트럼펫과 글로켄슈필, 하프에 의한 2개의 모토 동기가 반복되면, 제1바이올린이 모토와 연관성을 가지는 론도 주제 선율을 제시한다. 그러나 이 선율의 성격은 모토에서와는 달리 칸타빌레로서 비교적 서정적이 강조되고 있다. 이어 역시 바이올린이 셈여림표로 제1에피소드의 선율을 연주한다. 이 션율 역시 모토 동기와 연관되어 있으나, 모토에서의 씩씩한 기상은 보이지 않는다. 그 후의 제2에페소드에서는 비프라폰이 주된 역할을 수행하며, 이것은 모토의 하행하는 성격을 상행하는 것으로 도치시킨 것이다. 따라서 전통적인 론도에서 느껴지는 주제적 혹은 동기적 조성적 대조보다는 모토 동기를 중심으로 주제와 에피소드들이 화려한 관현악법으로 펼쳐지는 흥겨운 피날레 악장이다.

## 참고 문헌
- 《교향곡》 음악도서, 삼호출판사(명곡해설편찬위원회: 김방헌, 김정덕, 민경찬, 전지호)